# Об'єднання «Склопластик»
ВАТ «Об'є́днання Склопла́стик» — провідний український виробник скломатеріалів та пластиків і найбільше підприємство подібного типу в Україні та Європі. Розташоване в місті Сєвєродонецьк Луганської області.

## Історія
У 1950-ті роки склопластик вважався новинкою, його виробництво носило в основному, дослідницький характер.
На підставі рішень травневого Пленуму ЦК КПРС 1958 року, розпорядження Ради Міністрів СРСР № 903 та Постанови ЦК КПРС від 23 липня 1958 року № 795 було прийнято рішення про будівництво заводу склопластиків в м. Сєвєродонецьку — першого в країні спеціалізованого підприємства з виробництва склопластиків.
Будівництво заводу розпочато в 1959 році за проектом Ленінградського інституту «Гіпростекло».
Постановою Ради Міністрів СРСР № 1100 від 30 листопада 1961 року Сєвєродонецький завод склопластиків включений в перелік особливо важливих будівництв Радянського Союзу і оголошений ударним комсомольським будівництвом.
23 січня 1961 року затверджується дирекція Сєвєродонецького заводу склопластиків — це і є точка відліку народження підприємства.
За історію свого існування підприємство зазнавало кілька організаційних змін. Так, в 1976 році на базі заводу склопластиків і ОКБ синтетичних продуктів створено Сєвєродонецьке ВО «Склопластик», а у 1994 році підприємство реорганізовано у ВАТ «Об'єднання Склопластик».
Асортимент склопластикової продукції: Труби великого діаметру, ємності для акумуляторів підводних човнів, розноси для їдалень, шифер, телескопічні вудки.
З 2003 року контрольним пакетом акцій ВАТ «Об'єднання Склопластик» володіє фірма «Florhof Handels und Beteiligungs Gmbh» (Австрія).

### Російсько-українська війна
11 червня 2022 року російські окупанти вкотре обстріляли територію транспортного цеху хімкомбінату «Азот», де сталося займання паливо-мастильних матеріалів. Постраждало і приміщення ТОВ «НВО „Сєверодонецький Склопластик“».

## Власники
- Флорхоф Хандельс-унд Бетайлигунгс ГмбХ — 76,18 %
- Нєстєров Микола Григорович — 9.94 %

На початку 2000-их власником 76,18 % акцій ВАТ "Об'єднання «Склопластик» стала київська компанія «Агронафтехім», яку очолював Борис Коробко, екс-президент МАФТГ «Україна» і колишній співвласник банку «АЖІО». За даними Державної комісії з цінних паперів та фондового ринку, в 2003 році структури МАФТГ «Україна» поділилися контролем над волоконним гігантом Сєвєродонецька — їх партнером стала австрійська «Florhof Handels und Beteiligungs GmbH». Представником цієї компанії в органах управління «Склопластик» став Анатолій Бойко, директор ТОВ «Хімплекс» і 24-річний син колишнього глави Мінпаливенерго України Юрія Бойка (останній на той час займав посаду голови НАК «Нафтогаз України»).